# دواین تایم
«دواین تایم» (به انگلیسی: Doin' Time) ترانه‌ای از گروه موسیقی آمریکایی سوب‌لایم است که در ۲۵ نوامبر ۱۹۹۷ منتشر شد. این ترانه به رتبه ۸۷ در جدول ۱۰۰ آهنگ داغ بیلبورد و رتبه ۲۸ در ترانه‌های آلترناتیو ایالات متحده رسید.

## نسخه لانا دل ری
در ۷ مه ۲۰۱۹، خواننده آمریکایی لانا دل ری اعلام کرد نسخه بازخوانی ترانه به زودی منتشر می‌شود. نسخه بازخوانی دل ری به‌طور رسمی در ۱۷ مه ۲۰۱۹ به عنوان چهارمین تک‌اهنگ آلبوم نورمن فاکینگ راک‌ول! (۲۰۱۹) منتشر شد. در ۲۹ اوت ۲۰۱۹، یک موزیک ویدئو برای ترانه منتشر شد که اشاراتی به فیلم حمله زن ۵۰ فوتی (۱۹۵۸) دارد.